# Felix Nieder
Felix Nieder (Elmshorn, 29 de maio de 1993) é um modelo e autor alemão. Ele se tornou conhecido pela nomeação para o GQ Homem do Ano 2021 e, desde 2022, é o modelo masculino mais requisitado na Alemanha.

## Vida

### Infância e vida privada
Nieder nasceu em 1993 em Elmshorn. Em 2013, ele completou o ensino médio no Elsa-Brändström-Gymnasium na mesma cidade. Em 2014, ele começou a estudar Direito na Universidade de Hamburgo. Nieder se assume publicamente como homossexual. Sua avó, Waltraud Bräuß, é uma das influenciadoras do TikTok mais bem-sucedidas em sua faixa etária na Alemanha.

### 2021–2022 Carreira de modelo
Em 2021, Nieder foi nomeado Homem do Ano pela revista masculina GQ Germany, ganhando assim sua primeira grande notoriedade. Nieder ganhou mais atenção durante a Semana de Moda Alemã no verão de 2022, quando desfilou com uma saia de noiva de Dawid Tomaszewski e levantou um cartaz com a inscrição "Love is Love“. Vários grandes meios de comunicação publicaram sua imagem e discutiram se os homens também podem usar roupas femininas. Desde então, ele abordou publicamente temas críticos como o Pink Washing e a abordagem genderfluid na moda. Desde 2022, ele é o modelo masculino mais requisitado na Alemanha.

### Desde 2023: Turnê do livro – Quando meu Eu gay morreu
Em fevereiro de 2023, seguiram-se reportagens e documentários no programa DAS! na ARD sobre sua vida, já que ele foi fortemente intimidado na infância por causa de sua homossexualidade. Lá, ele foi apelidado de "modelo genderfluid", pois ele transita fluentemente na moda entre os gêneros. A equipe de produção o levou de volta ao Elsa-Brändström-Gymnasium para retratar o local dos acontecimentos. Em 2 de agosto de 2023, Nieder publicou sua biografia e guia de vida "Quando meu Eu gay morreu: O renascimento de um jovem no mundo queer entre a homofobia, o coming out e o Pink Washing" pela editora Komplett-Media. No livro, ele narra seu caminho como um homem homossexual e os problemas do mundo da moda. A estreia ocorreu no mesmo dia em Hamburgo diante de um público de celebridades e foi acompanhada pela mídia. Nieder apresentou seu livro em vários talk shows na televisão alemã.

## Engajamento social
Em dezembro, ele participou como um dos 80 telefonistas famosos no Ein Herz für Kinder na ZDF. Durante o show nos bastidores do BILD, ele explicou que se empenha especialmente por crianças diversas e quer criar um futuro mais livre e tolerante para todos. Nieder acrescentou que o ódio nas escolas pode levar a pensamentos de direita e até a assassinatos. Como consequência, Nieder esteve no Bundestag alemão em fevereiro de 2024, solicitando uma adição ao artigo 3 da Constituição. Esta deveria garantir indiscutivelmente que tanto a identidade sexual quanto a identidade de gênero estejam totalmente protegidas pela Constituição. A conversa foi acompanhada e transmitida mundialmente pela Deutsche Welle.

## Nomeações
- 2021: GQ Homem do Ano

## Literatura
- Felix Nieder: Quando meu Eu gay morreu (Biografia e guia de vida de Felix Nieder).